# Монастырь Кьяжна
Монастырь Кьяжна (рум. Mănăstirea Chiajna) — разрушенный монастырь в пригороде Бухареста, входящий в Список памятников архитектуры Румынии.
Вокруг монастыря ходит множество легенд — в частности, о «проклятии монастыря Кьяжны». С проклятием связывают исчезновение в 1995 году двух подростков; в 2008 году об этом исчезновении был снят фильм.
Строительство монастыря началось в царствование Александра Ипсиланти (1774—1782). Здание — 43 метров в длину, 18 в вышину, с толщиной стен в 1-2 метра. Завершено же строительство было в царствование Николая Маврогени (рум. Nicolae Mavrogheni). Здание было заброшено во время эпидемии чумы 1791—1793 годов.